# Philip Khuri Hitti
Philip Khuri Hitti (* 24. Juni 1886 in Shemlan, heutiger Libanon; † 24. Dezember 1978 in Princeton) war ein amerikanischer Islamwissenschaftler libanesischer Herkunft.
Hitti, von Konfession maronitischer Christ, wurde an der amerikanischen presbyterianischen Missionsschule in Suq al-Gharb und an der American University of Beirut ausgebildet. Nachdem er 1908 graduierte, lehrte er an der Amerikanischen Universität Beirut, bevor er an die Columbia University ging, wo er semitische Sprachen lehrte und 1915 seinen PhD erwarb. Nach dem Ersten Weltkrieg kehrte er zur Amerikanischen Universität Beirut zurück und lehrte dort bis 1926. Im Februar 1926 wurde ihm ein Lehrstuhl an der Princeton University offeriert, den er bis zu seiner Emeritierung 1954 besetzte. Er war sowohl Professor für Semitische Literatur als auch Vorsitzender des Departments für orientalische Sprachen. Nachdem er offiziell emeritiert war, nahm er eine Stelle in Harvard an. Er lehrte auch an den Summer Schools der University of Utah und George Washington University in Washington, D.C. Anschließend hatte er eine Forschungsstelle an der University of Minnesota. Philip Hitti schuf die Disziplin der Arabistik in den Vereinigten Staaten fast im Alleingang. Sein bekanntestes Werk ist seine Geschichte der Araber (engl.), die zehn Ausgaben viele Auflagen erlebte.
1945 diente er der arabischen Delegation bei der Friedenskonferenz von San Francisco, die die Vereinten Nationen begründete, als Ratgeber.
Die Astronautin und Lehrerin Christa McAuliffe, die 1986 bei der Explosion der Raumfähre „Challenger“ ums Leben kam, war eine Großnichte von Philip Hitti.

## Veröffentlichungen (Auswahl)
- The Syrians in America. George H. Doran, New York 1924 (bei Internet Archive)
- The origins of the Druze people and religion: with extracts from their sacred writings. 1928
- An Arab-Syrian Gentlemen in the Period of the Crusades. Memoirs of Usamah ibn-Munqidh. 1929; neu herausgegeben bei Columbia University Press, New York 2000, ISBN 0-231-12124-5
- History of the Arabs. Macmillan, London 1937; 10. überarbeitete Ausgabe mit neuem Vorwort von Walid Khalidi bei Palgrave Macmillan, Basingstoke 2002, ISBN 0-333-63141-2
- History of Syria: including Lebanon and Palestine. Macmillan, New York 1951
- Syria. A Short History. The Macmillan Company, New York 1959 (bei Wikisource)
- The Arabs. 1960
- The Near East in History. A  5000 Year Story. van Nostrand, Princeton 1961
- Islam and the West. 1962
- Lebanon in History. Macmillan, London 1967
- Makers of Arab History. Macmillan, London 1968
- Islam. A Way of Life. 1970
- Capital cities of Arab Islam. 1973